# Marie de Prusse (1855-1888)
La princesse Marie de Prusse (Marie Elisabeth Louise Frederika de Prusse ; 14 septembre 1855, Marmorpalais, Potsdam – 20 juin 1888, Dresde) est une princesse de la Maison de Hohenzollern. Elle est la fille de Frédéric-Charles de Prusse et la seconde épouse d'Henri d'Orange-Nassau, puis la première épouse d'Albert de Saxe-Altenbourg.

## Biographie
La princesse Marie est la fille aînée du feld-maréchal Frédéric-Charles de Prusse (1828-1885) et de son épouse, la princesse Marie-Anne d'Anhalt-Dessau (1837-1906). La mère de Marie est la plus jeune fille de Léopold IV d'Anhalt et de la princesse Frédérique-Wilhelmine de Prusse.
Le 23 août 1878, la princesse Marie épouse Henri d'Orange-Nassau au nouveau Palais (1820-1879), qui est depuis 1850 gouverneur de Luxembourg et amiral. Il est le troisième fils du roi Guillaume II des Pays-Bas et de son épouse Anna Pavlovna de Russie. Le mariage entre Marie et Henri est aménagé dans une tentative pour sauver la Maison d'Orange-Nassau de l'extinction. Malheureusement, le couple reste sans enfant : à peine cinq mois plus tard, en janvier 1879, le prince Henri meurt après avoir contracté la rougeole.
Six ans plus tard, le 6 mai 1885 à Berlin, la princesse Marie épouse Albert de Saxe-Altenbourg (1843-1902), fils d'Édouard de Saxe-Altenbourg et de sa seconde épouse, la princesse Louise de Reuss-Greiz. Le couple a deux enfants :
- La princesse Olga Élisabeth de Saxe-Altenbourg (1886-1955) ; mariée en 1913 à Carl Friedrich von Pückler-Burghauss (1886-1945).
- La princesse Marie de Saxe-Altenbourg (1888-1947) ; mariée en 1911 à Heinrich XXXV, prince de Reuss de Köstritz (1887-1936) ; divorcé en 1920.

La princesse Marie est la marraine de son neveu Arthur de Connaught, le seul fils de sa sœur, Louise-Marguerite de Prusse. Le baptême a lieu en la chapelle privée du Château de Windsor.
La princesse meurt au château de Abrechtesberg, en 1888, des suites de la fièvre puerpérale, et est inhumée dans le caveau familial de la Saxe-Altenbourg. Son deuxième mari se remarie en 1891, à Hélène de Mecklembourg-Strelitz  (1857-1936), une nièce de Frédéric-Guillaume de Mecklembourg-Strelitz, et petite-fille de Michel Pavlovitch de Russie.